# شهر آبی
شهر آبی (انگلیسی: Blue City) فیلمی در ژانر تریلر سیاسی، درام، و جنایی به کارگردانی میشل منینگ است که در سال ۱۹۸۶ منتشر شد. از بازیگران آن می‌توان به جاد نلسن، آلای شیدی، دیوید کاروسو، پل وینفیلد، و اسکات ویلسون اشاره کرد.